# Apoclea heteroclita
Apoclea heteroclita är en tvåvingeart som beskrevs av Wulp 1899. Apoclea heteroclita ingår i släktet Apoclea och familjen rovflugor.
Artens utbredningsområde är Sydjemen. Inga underarter finns listade i Catalogue of Life.